# Hady Mouallem
Hady Mouallem is een Nederlands jazzviolist, in de stijl van Stéphane Grappelli, met wie hij in 1991 samen speelde in het concertgebouw van Amsterdam. Hij speelde lange tijd met de zigeunerjazz-legende Fapy Lafertin, met wie hij op het bekende Django Reinhardt festival speelde (in Samois) en op het North Sea Jazzfestival. Ook speelde hij twee jaar samen met Jimmy Rosenberg. Andere gitaristen met wie Hady regelmatig optreedt zijn: Reinier Voet, Jan de Jong, Robin Nolan.